# Douglas Furber
Douglas Furber, född 13 maj 1885, död 20 februari 1961, var en brittisk sångtextförfattare. Han är bland annat känd för att, tillsammans med kompositören Noel Gay, ha skrivit musikalen Me and My Girl, innehållande sången "The Lambeth Walk". Han skrev också "The Bells of St. Mary's", som bland annat Bing Crosby haft en hit med.